# Masaru Arai
Masaru Arai (jap. 新井優, Arai Masaru; * 1952) ist ein japanischer Amateurastronom und Asteroidenentdecker.
Er arbeitet am Observatorium in Yorii (IAU Code 875), wo er, zusammen mit Hiroshi Mori, seit 1988 insgesamt 45 Asteroiden entdeckte. Am 5. Januar 1991 entdeckte er den Kometen C/1991 A2 (Arai).
Der Asteroid (21082) Araimasaru wurde nach ihm benannt.